# Charles Winter
Charles Winter, född den 26 juni 1901 i New York, död 1986, var en amerikansk bancyklist som blev professionell 1926 efter att ha vunnit amerikanska amatörmästerskapstitlar på både landsväg bana (sprint). Han specialiserade sig sedan på sexdagarslopp, av vilka han vann sju stycken.
Winter valdes in i US Bicycling Hall of Fame 2014.

## Meriter
| 1926/1927 2:a i Chicagos sexdagars (okt.) med Anthony Beckman 2:a i Chicagos sexdagars (mar.) med Fred Spencer 3:a i New Yorks sexdagars (dec.) med Carl Stockholm 1927/1928 Vinnare av New Yorks sexdagars (dec.) med Fred Spencer 1928/1929 2:a i New Yorks sexdagars (jan.) med Robert Walthour Jr. 1929/1930 3:a i Chicagos sexdagars (feb.) med Fred Spencer 1930/1931 3:a i Chicagos sexdagars (feb.) med Reginald McNamara 1932/1933 3:a i Clevelands sexdagars (jan.) med Dave Lands 3:a i Bostons sexdagars (apr.) med Franz Duelberg 1933/1934 Vinnare av San Franciscos sexdagars (maj) med Tony Shaller 2:a i Saint Louis sexdagars (feb.) med Tony Shaller 2:a i Torontos sexdagars (maj) med Frank Bartell 2:a i Los Angeles sexdagars (jun.) med Cecil Yates 3:a i Clevelands sexdagars (dec.) med Albert Crossley 3:a i Buffalos sexdagars (jan.) med Fred Spencer | 1934/1935 Vinnare av Montréals sexdagars (okt.) med Ernst Müller Vinnare av Pittsburghs sexdagars (apr.) med Albert Crossley och Jimmy Walthour 3:a i Londons sexdagars (jul.) med Fred Ottevaire 3:a i Clevelands sexdagars (nov.) med Jimmy Walthour och Freddy Zäch 3:a i Milwaukees sexdagars (nov.) med Mike Defilippo och Anthony Beckman 1935/1936 Vinnare av Saint Louis sexdagars (nov.) med Hans Carpus Vinnare av Torontos sexdagars (apr./maj) med Jimmy Walthour 2:a i Pittsburghs sexdagars (okt./nov.) med Albert Crossley 1936/1937 Vinnare av Kansas Citys sexdagars (mar.) med Fred Ottevaire 2:a i Milwaukees sexdagars (jan.) med Fred Ottevaire 2:a i Indianapolis sexdagars (feb.) med Fred Ottevaire 3:a i Clevelands sexdagars (jan.) med Fred Ottevaire 3:a i Saint Louis sexdagars (feb.) med Fred Ottevaire |